# Symploce miyakoensis
Symploce miyakoensis är en kackerlacksart som beskrevs av Asahina 1974. Symploce miyakoensis ingår i släktet Symploce och familjen småkackerlackor. Inga underarter finns listade i Catalogue of Life.